# Google Play Games
Google Play Games — сервис онлайн-игр и набор для разработчиков, управляемый Google и являющийся частью линейки продуктов Google Play для операционной системы Android. В нём представлены профили игроков, облачные сохранения, достижения, а также групповые и публичные таблицы лидеров. Сервис Google Play Games позволяет разработчикам включать вышеуказанные функции в свои игры без необходимости разрабатывать эти функции с нуля. В 2022 году сервис был запущен для системы Microsoft Windows.

## История
Сервис Google Play Games был представлен на Google I/O 2013, а 24 июля 2013 года было запущено его автономное мобильное приложение для Android. Эндрю Вебстер из The Verge сравнил Google Play Games с Game Center, аналогичной игровой сетью для пользователей собственной операционной системы iOS от Apple Inc..
Разработчики сервиса со временем расширяли его функционал: в 2015 году была добавлена функция записи экрана, в 2016 — пользовательские идентификаторы игроков, в 2017 — встроенные игры, в 2018 — вкладка для поиска игр.
16 сентября 2019 года Google объявил о приостановке поддержки пошагового мультиплеера в реальном времени. Полностью поддержка этой функции API закончилась 31 марта 2020 года.
В 2021 году Google объявил, что сервис будет доступен в Microsoft Windows, одновременно представив новый логотип.